# Eskovina clava
Eskovina clava är en spindelart som först beskrevs av Zhu och Wen 1980.  Eskovina clava ingår i släktet Eskovina och familjen täckvävarspindlar. Inga underarter finns listade i Catalogue of Life.